# آرامگاه جهانگیر
آرامگاه جهانگیر (اردو: مقبرۂ جهانگیر) مقبره ای متعلق به قرن هفدهم است که برای امپراتور گورکانی، جهانگیر، ساخته شده‌است. قدمت این مقبره به سال ۱۶۳۷ برمی‌گردد و در شاهداره باغ در لاهور، پنجاب، پاکستان، در کنار رودخانه راوی واقع شده‌است. این سایت به دلیل فضای داخلی آن که به‌طور گسترده با نقاشی‌های دیواری و سنگ مرمر تزئین شده‌است، و نمای بیرونی آن که به‌طور غنی با پیترا دورا تزئین شده‌است، مشهور است. این آرامگاه، همراه با اکبری سرای و آرامگاه آصف خان مجاور بوده و بخشی از مجموعه‌ای هستند که در حال حاضر در فهرست موقت میراث جهانی یونسکو قرار دارند.

## محل
این آرامگاه در شاهدره باغ در شمال غربی داخل شهر لاهور واقع شده‌است. این مقبره در آن سوی رودخانه راوی لاهور، در منطقه ای روستایی که به خاطر باغ‌های تفریحی متعددش معروف بوده، قرار دارد. این مقبره در باغ تفریحی نور جهان، باغ دلگشا واقع شده‌است که در سال ۱۵۵۷ ساخته شده بود آرامگاه آصف خان، ساخته شده در سال ۱۶۴۵، و سرای اکبری، ساخته شده در سال ۱۶۳۷، بلافاصله در غرب مجموعه آرامگاه جهانگیر قرار دارند و هر سه مجموعه ای را تشکیل می‌دهند که در محور شرقی-غربی قرار گرفته‌است. آخرین بنای یادبود شاهدره باغ، مقبره نور جهان همسر جهانگیر، در جنوب غربی آرامگاه آصف خان قرار دارد.

## زمینه

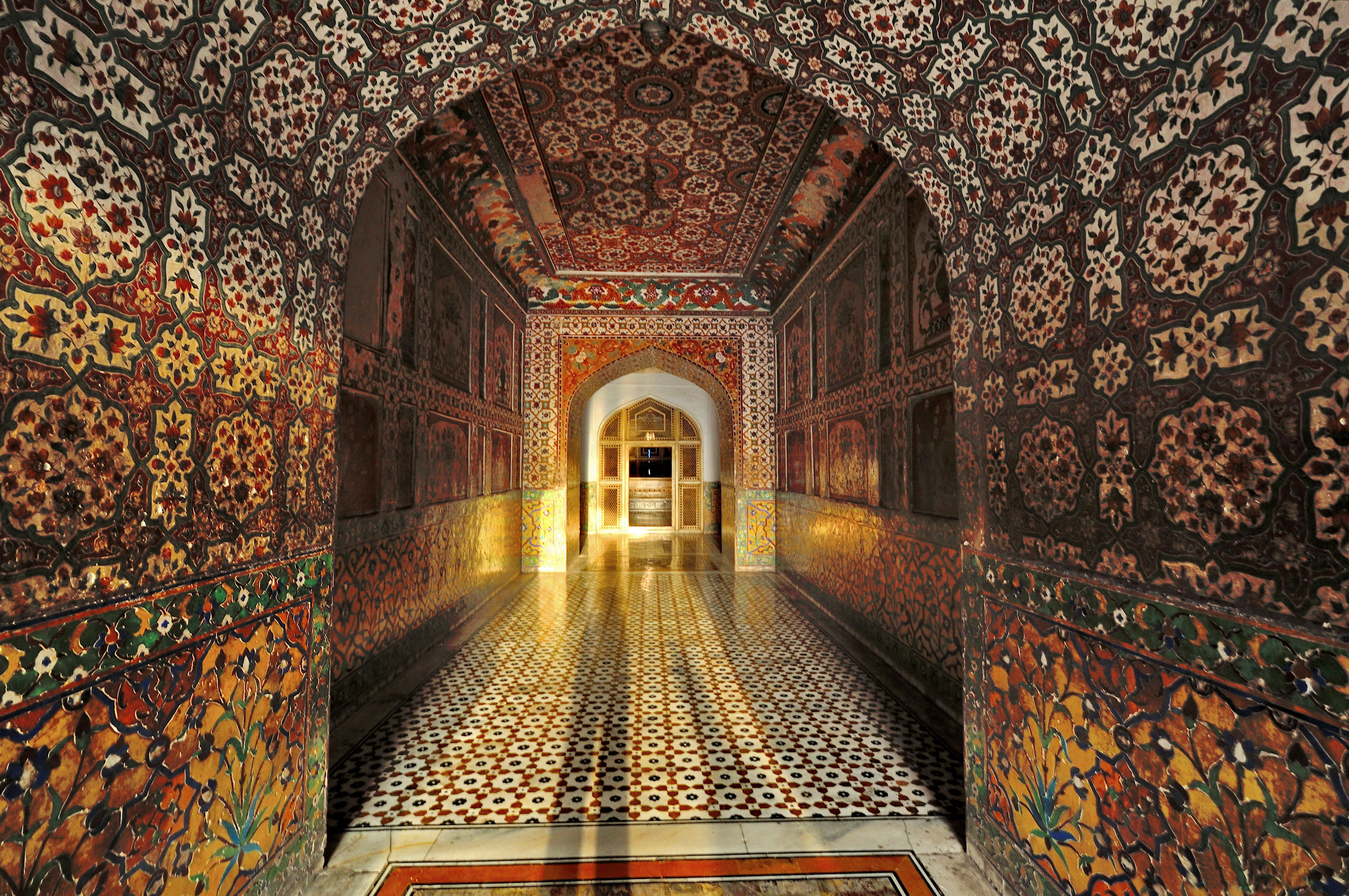
قسمت اعظم فضای داخلی مقبره با نقاشی‌های دیواری دوران مغول تزئین شده‌است.

این مقبره برای امپراتور جهانگیر که از سال ۱۶۰۵ تا ۱۶۲۷ میلادی بر امپراتوری گورکانیان هند حکومت می‌کرد ساخته شد. امپراتور در ۲۸ اکتبر ۱۶۲۷ در کوهپایه‌های کشمیر در نزدیکی شهر رجوری درگذشت. با تشییع جنازه او را از کشمیر منتقل کرده و در روز جمعه ۱۲ نوامبر ۱۶۲۷ به لاهور رسیدند. باغ دلگشا که در آن دفن شده بود، زمانی که جهانگیر و همسرش نور جهان در لاهور زندگی می‌کردند، «محل مورد علاقه» او بود. پسرش، شاه جهان، امپراتور جدید مغل، دستور داد که «مقبره ای که در خور یک امپراتور است» به افتخار پدرش ساخته شود تا بقایای او در میانش باشد.

## تاریخ

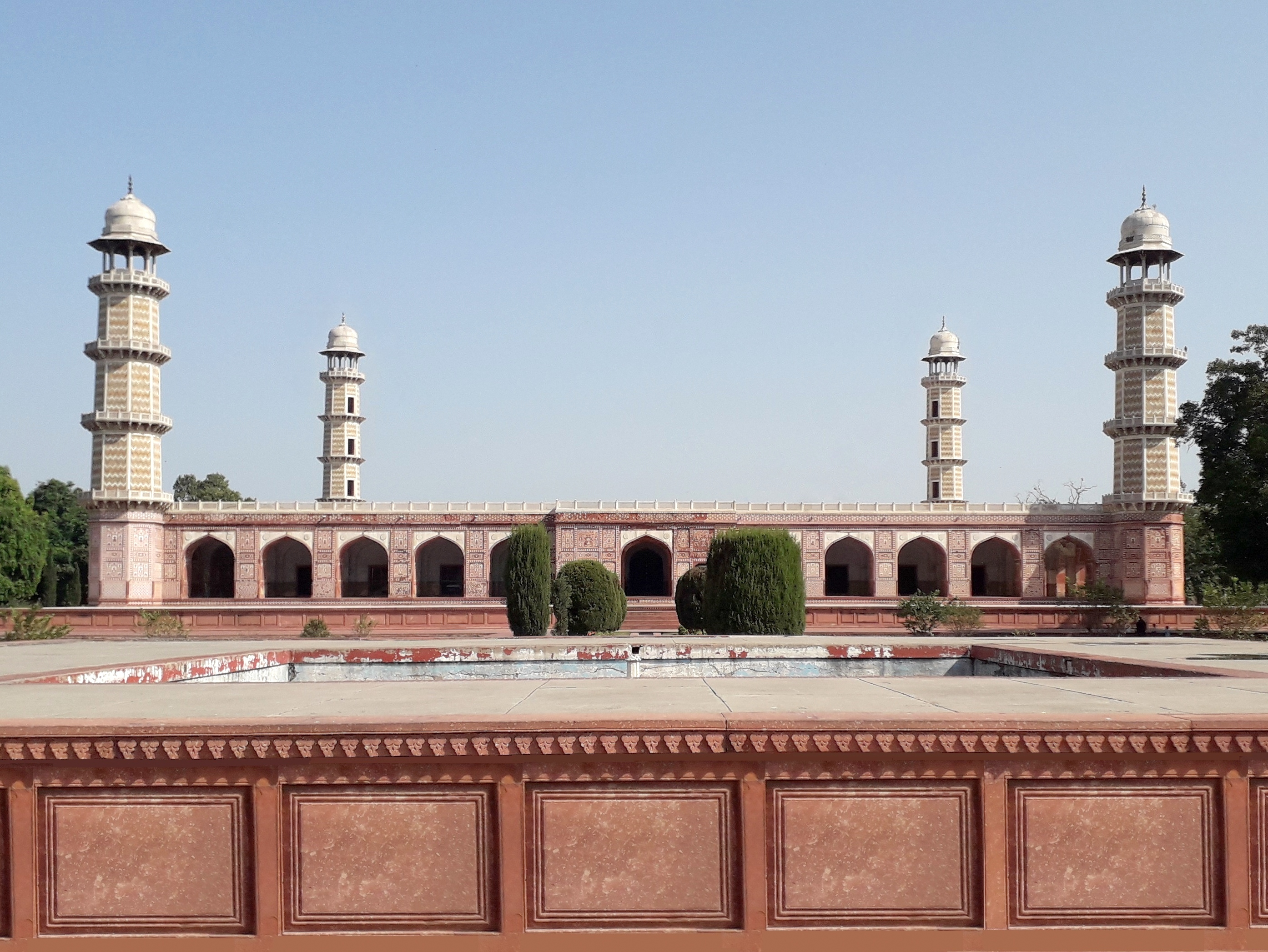
آرامگاه از دور

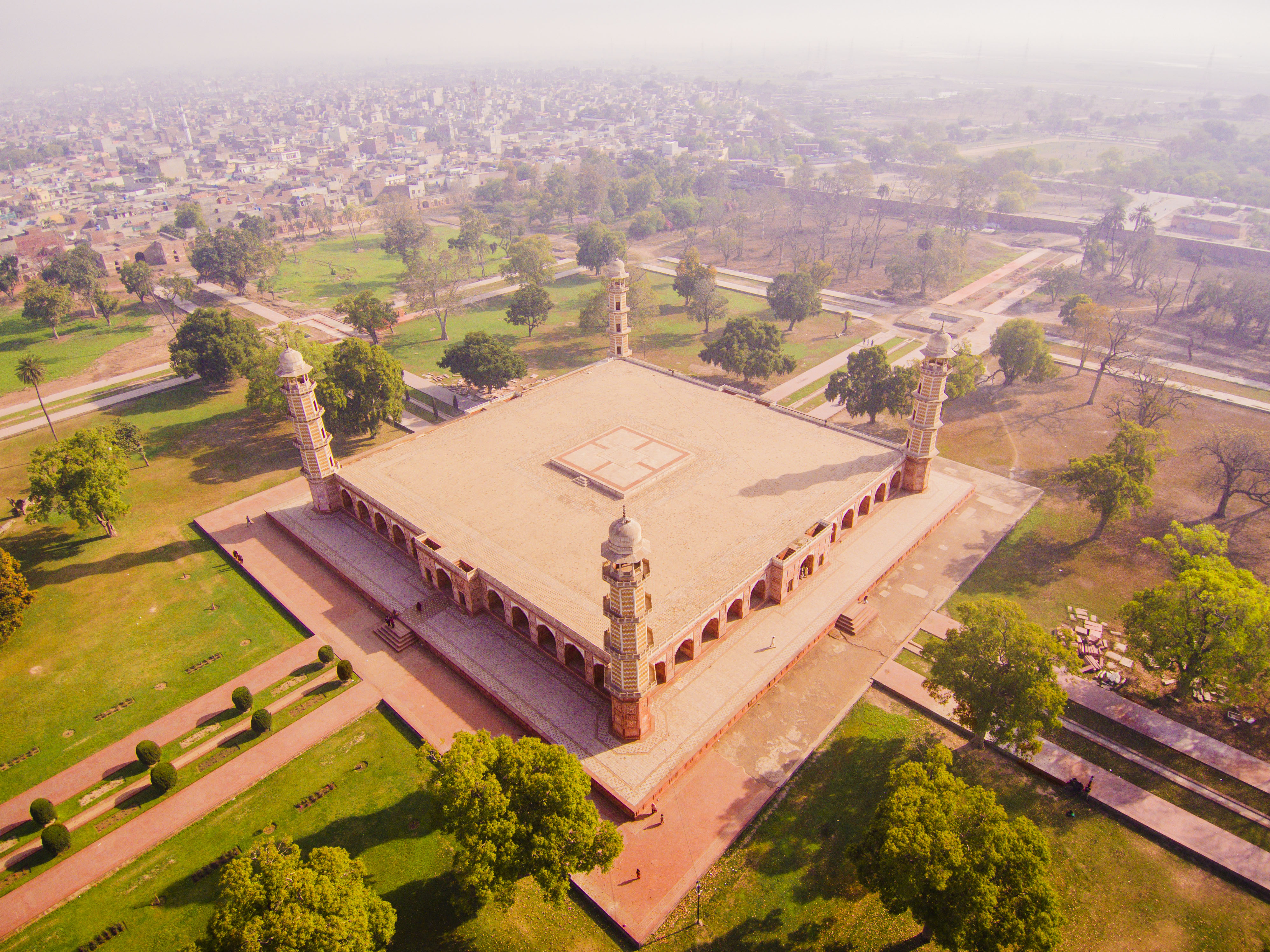
شاهنشاه جهانگیر ساختن گنبد بر مزار خود را ممنوع کرد

هر چند مورخان معاصر نسبت ساخت و ساز آرامگاه توسط پسر جهانگیر شاه جهان ظن دارند و آرامگاه ممکن است نتیجه کار نورجهان باشد. گفته می‌شود او با الهام گرفتن از محل دفن پدرش، مقبره را در سال ۱۶۲۷ طراحی کرده‌است، و احتمالاً به بودجه آن کمک کرده‌است. ساخت و ساز در سال ۱۶۲۷ آغاز شد، به ده سال برای تکمیل نیاز داشت، و هزینه آن ۱۰ لک روپیه بود.
طبق اسناد درگاه سیک‌ها، در سال ۱۸۱۴ کارهای تعمیر در مقبره انجام شد. با این حال، مجموعه مقبره در زمان حاکمیت سیک‌ها و هنگامی که توسط ارتش رنجیت سینگ به انجا حمله شد، با سرقت مصالح ساختمانی مورد استفاده برای تزئین معبد طلایی در امریتسار مورد هتک حرمت قرار گرفت. سپس زمین‌های غارت شده برای استفاده به عنوان اقامتگاه خصوصی برای افسران ارتش رنجیت سینگ، سنور اومز، که به موسی صاحب نیز معروف بود، داده شد. رنجیت سینگ هنگامی که دستور داد موسی صاحب پس از مرگ بر اثر وبا در سال ۱۸۲۸، در محوطه آرامگاه دفن شود، یک بار دیگر به مقبره هتک حرمت کرد. در سال ۱۸۸۰، شایعه‌ای منتشر شد که ادعا می‌کرد قبر زمانی با گنبد یا طبقه دومی بوده که توسط ارتش رنجیت سینگ دزدیده شده؛ اگرچه هیچ مدرکی یافت نشد که نشان دهد گنبد یا طبقه دوم در این مکان وجود داشته‌است.
مجموعه یادبودهای شاهدره تحت سلطه بریتانیا آسیب بیشتری دید، زمانی که یک خط راه‌آهن بین مقبره‌های آصف خان و نورجهان ساخته شد. سپس این سایت بین سال‌های ۱۸۸۹–۱۸۹۰ توسط بریتانیایی‌ها تعمیر شد.
جاری شدن سیل رودخانه راوی از نزدیکی آن منجر به تهدید و آسیب دیدن سایت در سالهای ۱۸۶۷، ۱۹۴۷، ۱۹۵۰، ۱۹۵۴، ۱۹۵۵، ۱۹۵۷، ۱۹۵۸، ۱۹۵۹، ۱۹۶۲، ۱۹۶۶، ۱۹۷۳، ۱۹۷۶، ۱۹۸۸، و ۲۰۱۰ شد. این سایت در طول سیل سال ۱۹۸۸ آسیب زیادی دید که بخش زیادی از سایت را به مدت ۵ روز در عمق ۱۰ فوتی آب غرق داشت.

## معماری

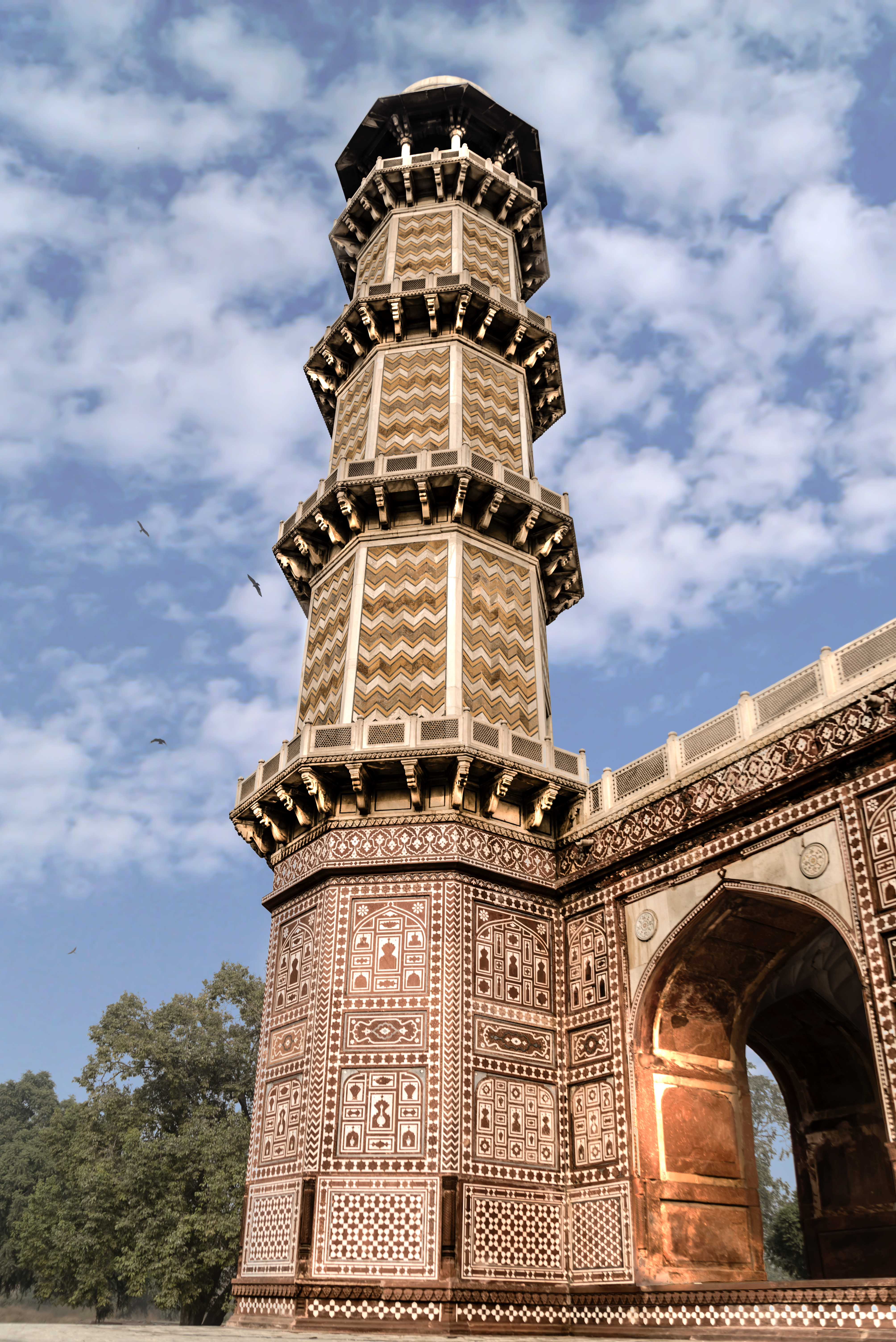
استفاده از مناره‌ها نشان دهنده علاقه به معماری تیموری در دوره سلطنت جهانگیر است.

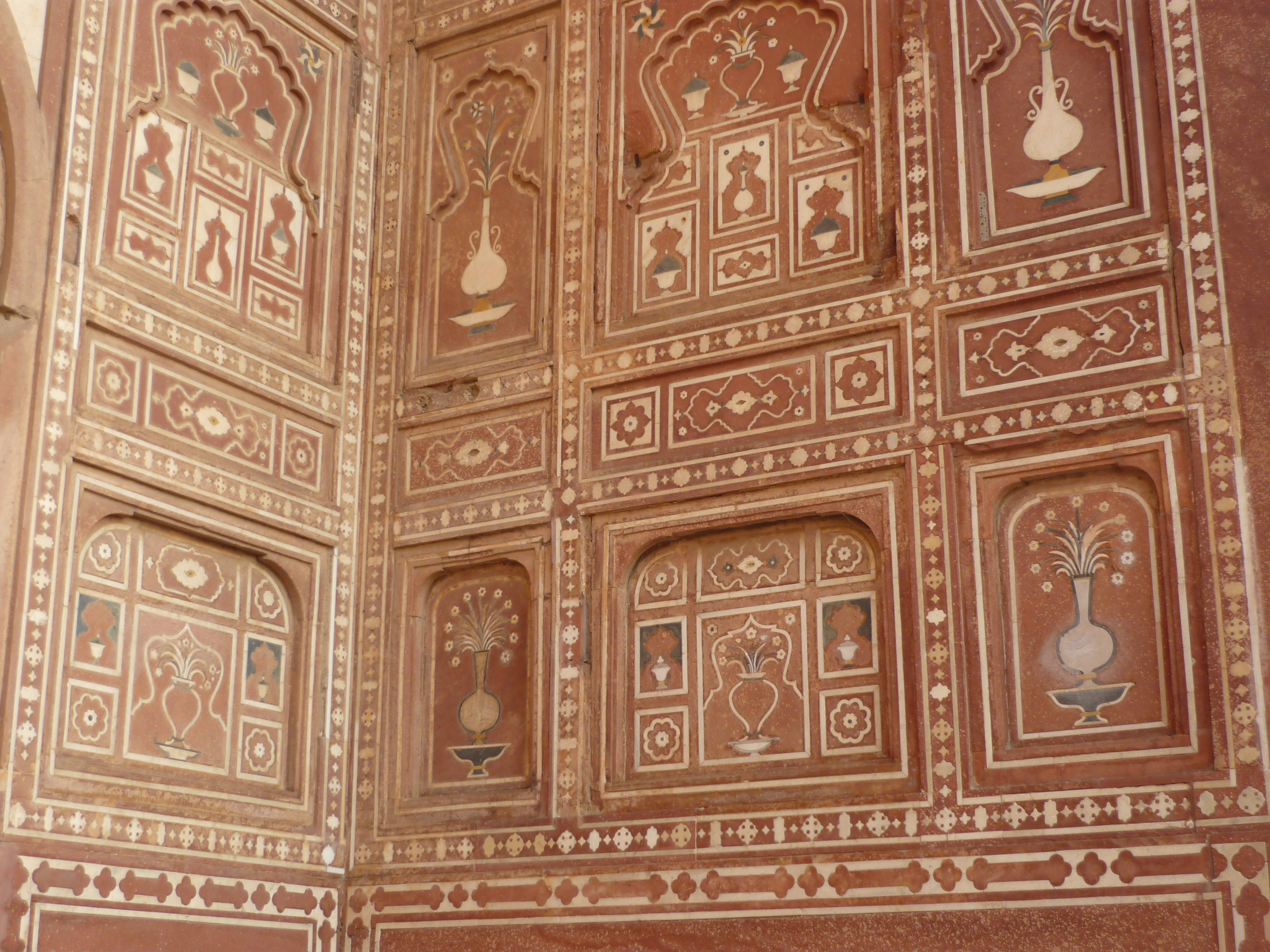
دیوارهای آرامگاه با سنگ مرمر کنده کاری شده‌است.

مقبره به سبک گورکانی و متأثر از معماری سبک صفوی ایران ساخته شده‌است، که احتمالاً توسط نور جهان - که اصالتاً ایرانی بود، به دربار مغل معرفی شده‌است. مقبره به صورت تختگاه - یا مقبره ای که بر روی سکویی ساخته می‌شود نقش تخت را دارد. به جز این که نه تختگاهی روی سکو وجود دارد و نه به ظاهر ساخته شده‌است.
مقبره جهانگیر نیز مانند مقبره اکبر فاقد گنبد مرکزی است، زیرا گزارش شده‌است که شاهنشاه صراحتاً ساختن گنبد بر روی مقبره خود را ممنوع کرده بود. استفاده از گنبد در معماری تدفین مغل برای اولین بار در مقبره همایون مورد استفاده قرار گرفت و توسط شاه جهان مجدداً به کار گرفته شد.

### خارجی

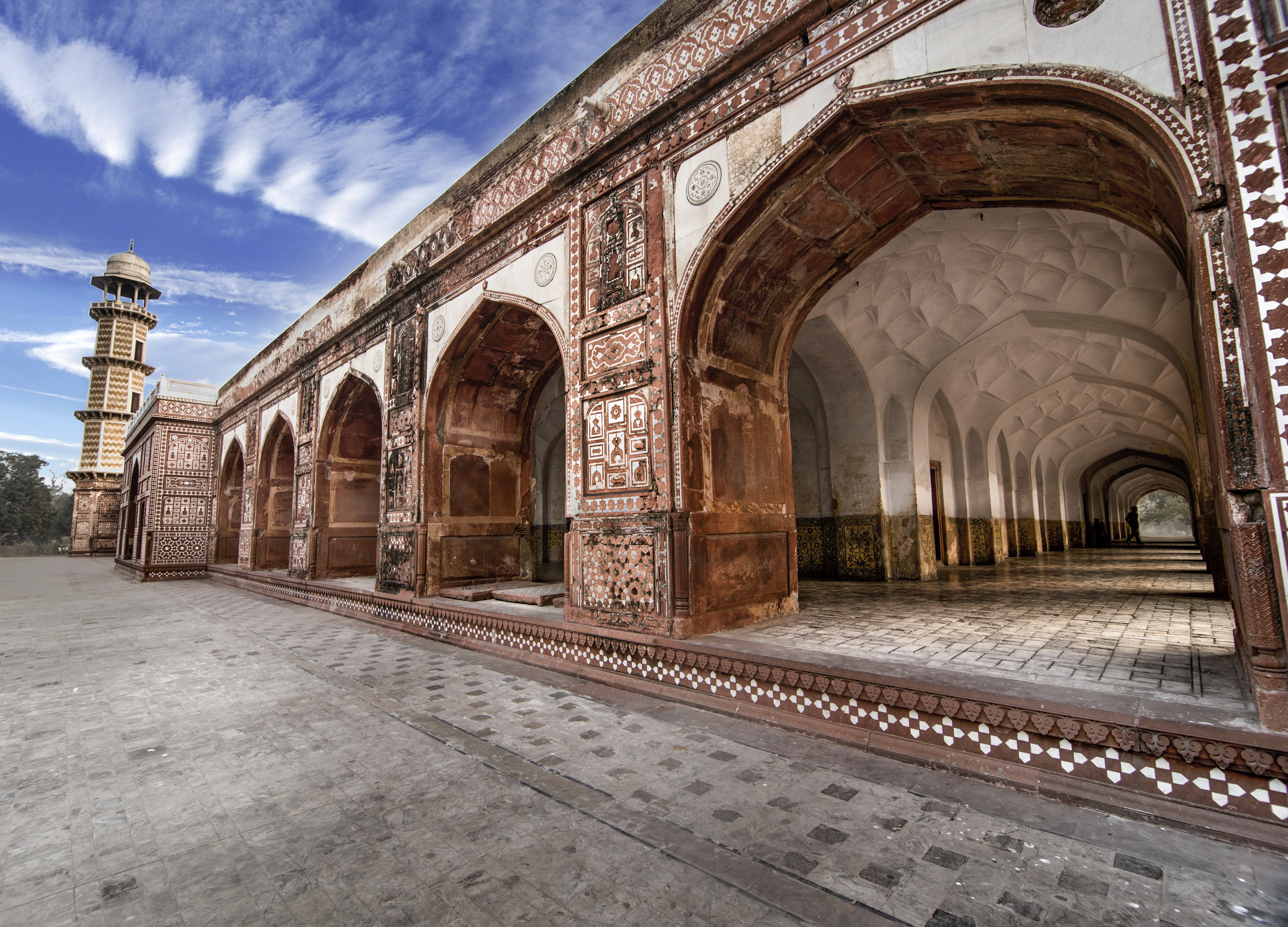
طاق‌هایی اطراف مقبره را احاطه کرده‌اند و غالب کاری یا دنده‌هایی که در سطوح قوسی در نواحی منحنی طاق کار گذاشته شده‌اند.

بر اساس سنت مذهبی اهل سنت، جد بزرگ جهانگیر بابر تصمیم گرفت در آرامگاهی رو به آسمان در باغ بابر دفن شود. آرامگاه جهانگیر با درج سقف این سنت را شکست. جهانگیر به منظور سازش با سنت اهل سنت، صراحتاً ساختن گنبد بر سر مزار خود را ممنوع کرد، و بنابراین سقف ساده و عاری از تزئینات معماریست که بعدها در تاج محل برجسته شد. نمای مقبره با ماسه سنگ قرمز با نقوش مرمر تزئین شده‌است.
مقبره مربع شکل، یک ازاره یک طبقه با ارتفاع ۲۲ فوت است که چهار طرف بنا را طاق‌هایی پوشانده‌است. خلیج‌های طاق‌دار در امتداد محیط آرامگاه نشان‌دهنده سبک‌های معماری تیموری آسیای مرکزی است. نمای مقبره از ماسه سنگ قرمز با نقوشی از سنگ مرمر سفید منبت کاری شده‌است.
از این بنا، چهار مناره زینتی هشت ضلعی که از هر گوشه ساختمان بیرون می‌آید، با سنگ منبت کاری هندسی تزئین شده‌اند. استفاده از مناره‌ها که در آثار اولیه مغل وجود نداشت، نشان‌دهنده علاقه‌ای دوباره به معماری تیموری آسیای مرکزی در دوران سلطنت جهانگیر است. مناره‌ها به سه بخش تقسیم می‌شوند؛ آنان که مقبره پایه آن را تشکیل می‌دهد، آنانی که بدنه مناره بر روی آن قرار دارد، و آنانی که با گنبدهای مرمر سفید نامیده می‌شود. ارتفاع مناره‌ها به ۱۰۰ فوت (۳۰ متر) می‌رسد.

### داخلی

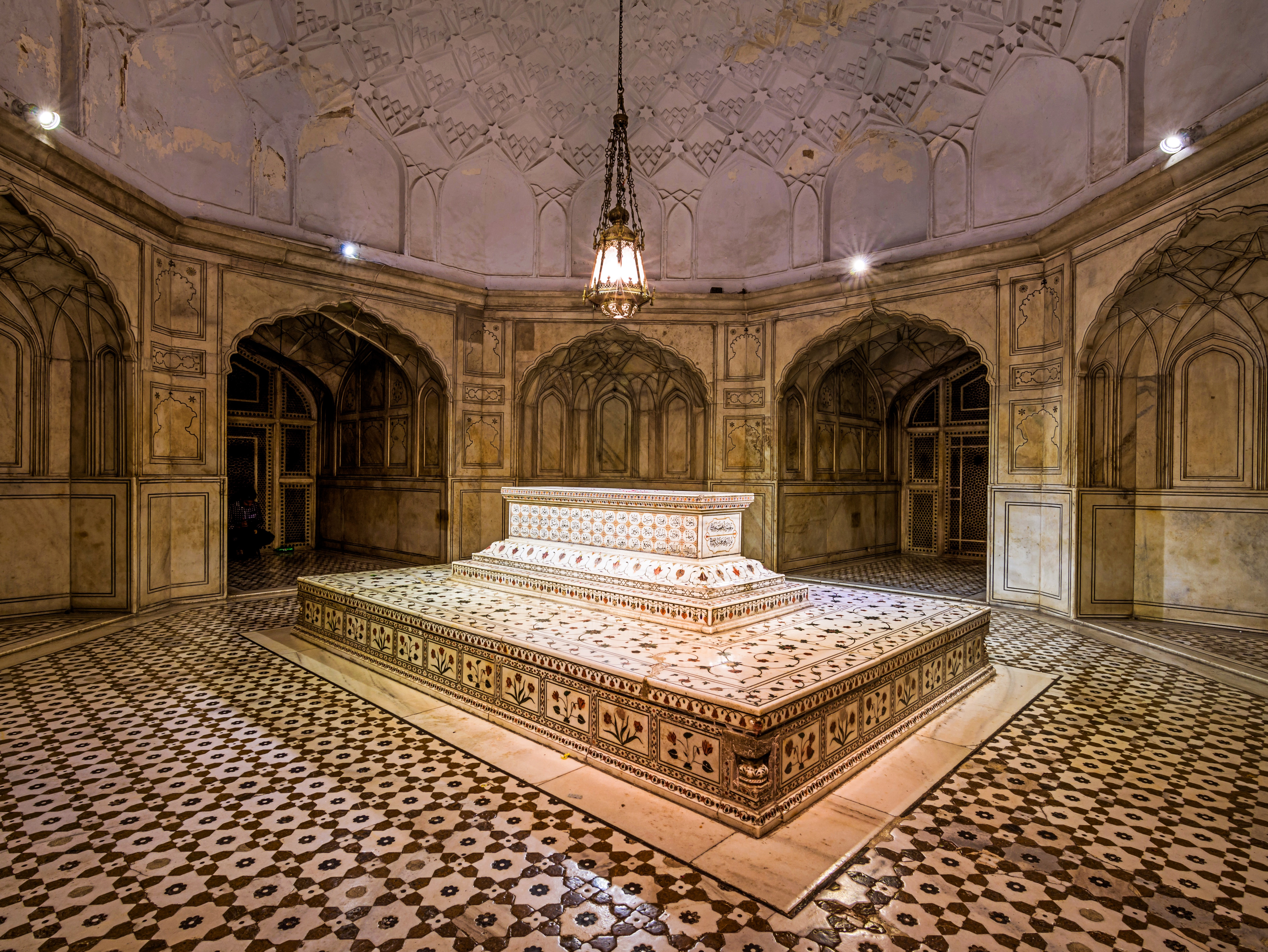
اتاق دفن شامل گور نمادین امپراتور است.

بنای مقبره به مجموعه ای از محفظه‌های طاقدار تقسیم می‌شود که با نقاشی‌های دیواری بون مغلی تزئین شده‌است. صفحات جلی حکاکی شده نور را در الگوهای مختلف رو به قبله می‌پذیرند.

### گور نمادین
در مرکز مقبره یک اتاق هشت ضلعی قرار دارد که با سنگ مرمر حکاکی شده اندود شده‌است که در آن بقایای امپراتور در سردابی زیر یک گور نمادین قرار دارد. نمای داخلی مقبره دارای یک سنوتاف مرمر سفید منبت کاری شده با پیترا دورا در نقوش گیاهی، و همچنین ۹۹ نام الله که موضوعی رایج در عرفان اسلامی است، می‌باشد.

## چیدمان
مقبره در یک چهارضلعی بزرگ با دروازه‌هایی رو به هر یک از جهت‌های اصلی قرار دارد. ورود به چهارضلعی از طریق لبه غربی از طریق سرای اکبری انجام می‌شود - دروازه ای با یک مسجد کوچک. در غرب نزدیک سرای اکبری آرامگاه آصف خان برادر زن جهانگیر قرار دارد.

## حفاظت
این سایت توسط قانون فدرال آثار باستانی ۱۹۷۵ محافظت می‌شود، اگرچه مقررات قانون اغلب نادیده گرفته می‌شود، که منجر به آسیب به سایت و منطقه اطراف می‌شود. این قانون ساخت و ساز را در فاصله ۲۰۰ فوتی سایت ممنوع می‌کند، اگرچه خانه‌های شخصی ساخته شده‌اند که در چند متری دیوارهای مرزی سایت قرار دارند. این سایت در سال ۱۹۹۳ در فهرست آزمایشی میراث جهانی یونسکو ثبت شد.

## سکه‌شناسی و فیلاتلی
این مقبره تا سال ۲۰۰۵ بر روی اسکناس ۱۰۰۰ روپیه قرار داشت. پاکستان در سال ۱۹۵۴ تمبر پستی را برای بزرگداشت مقبره امپراتور جهانگیر منتشر کرد.

## نگارخانه

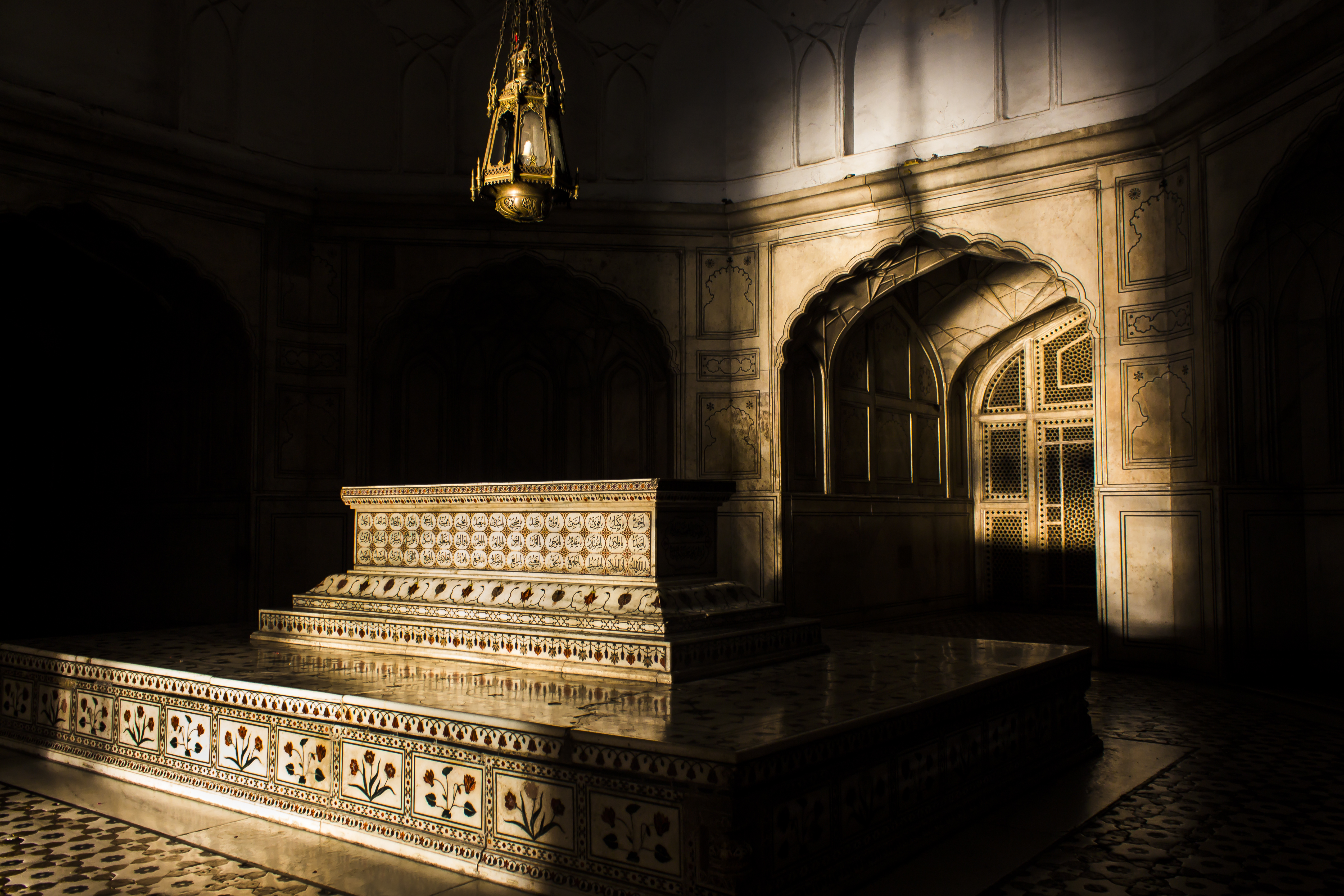
The Emperor's cenotaph is located in a solemn inner chamber.
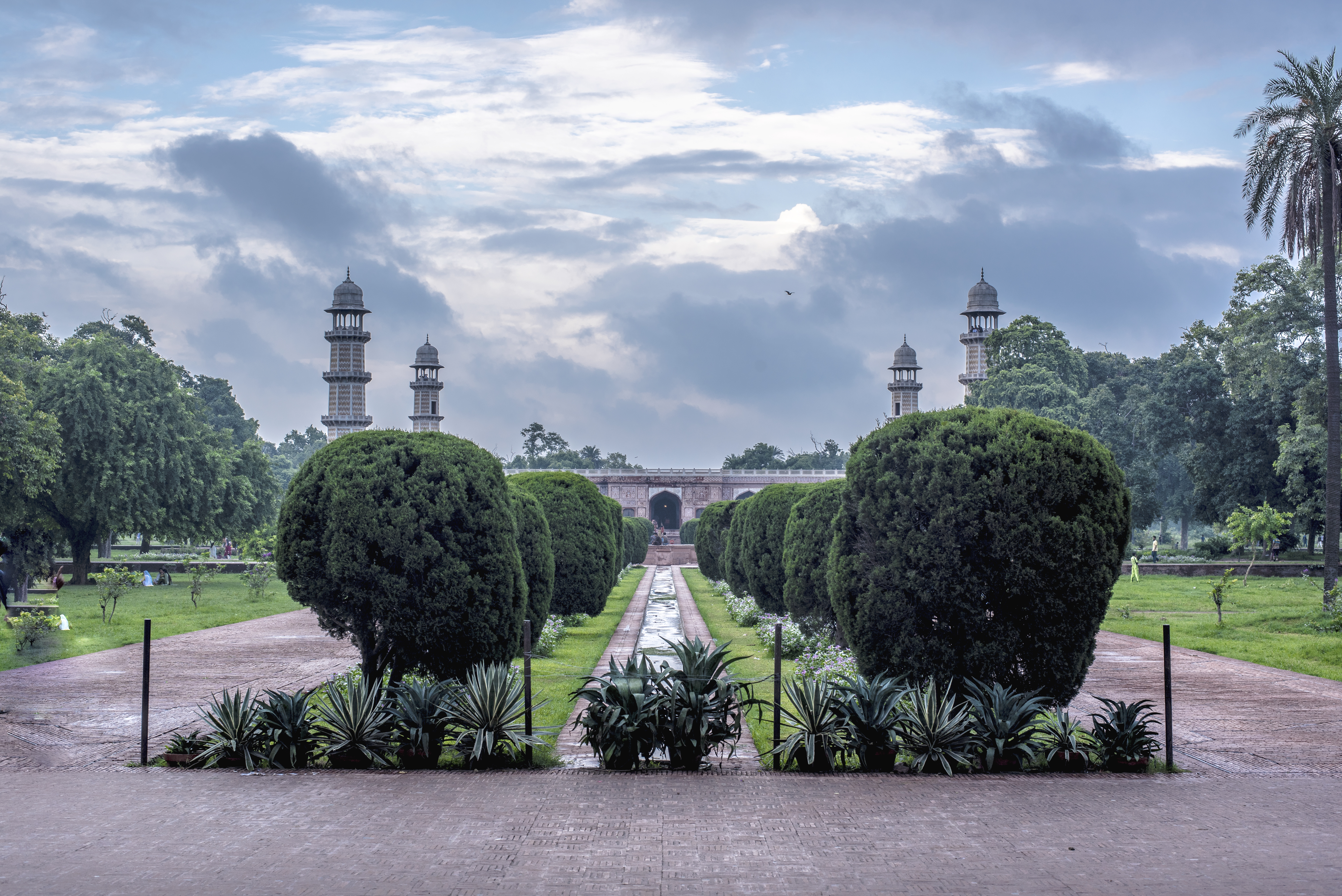
The tomb is surrounded by a Persian-style باغ پردیس.
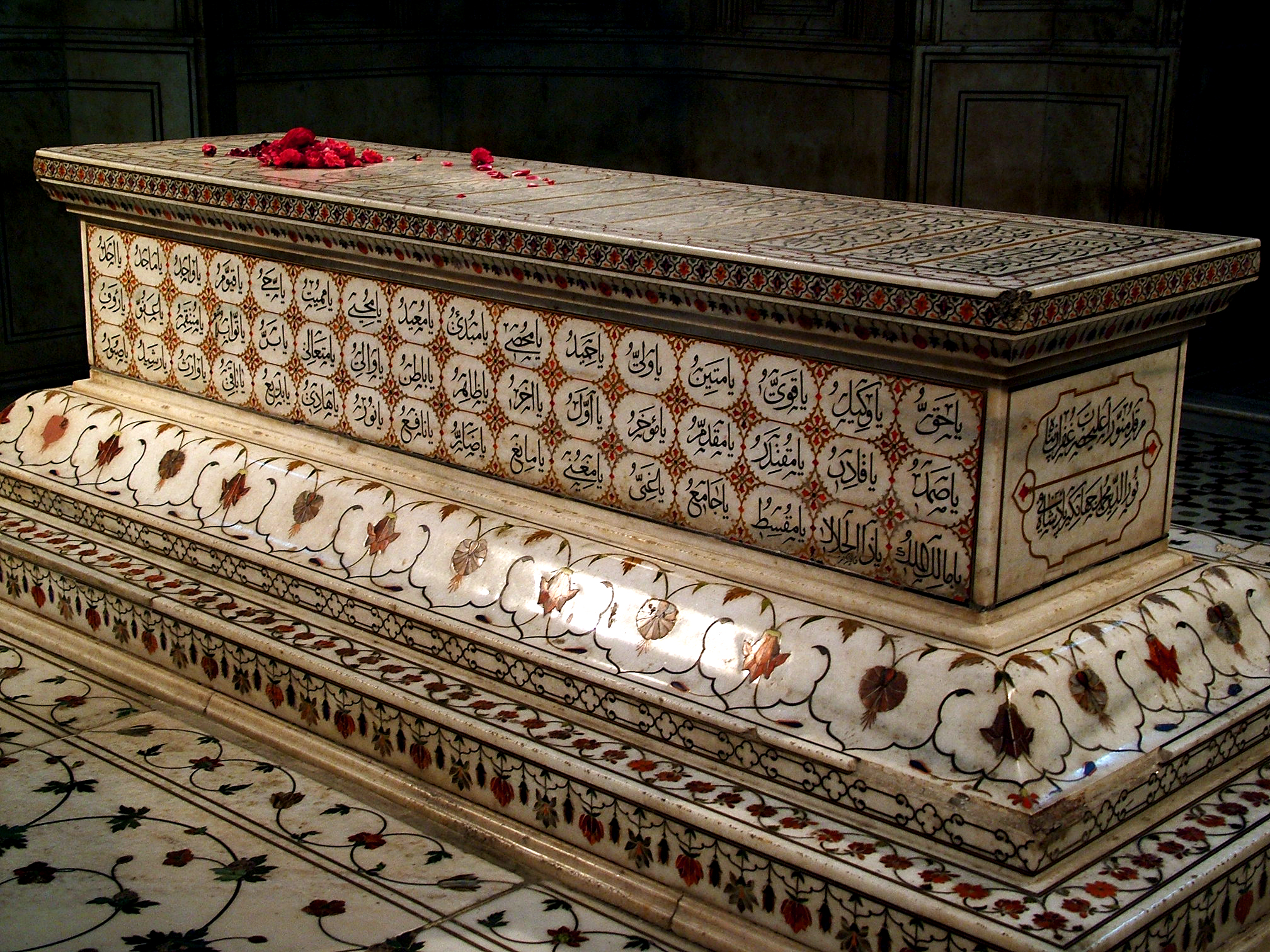
Jehangir's cenotaph is richly embellished with intricate inlay.
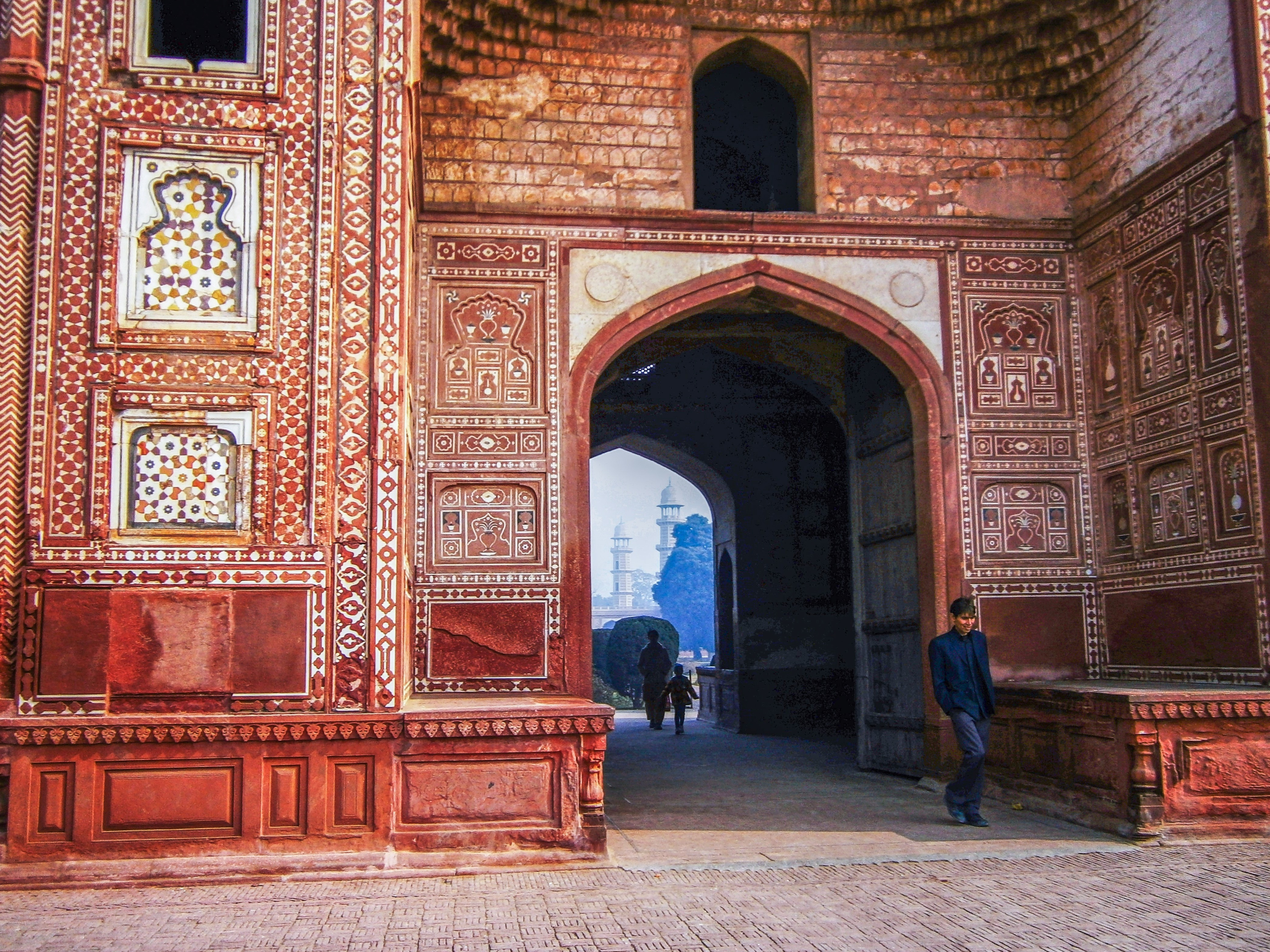
Entry to the mausoleum is through the Akbari sarai.
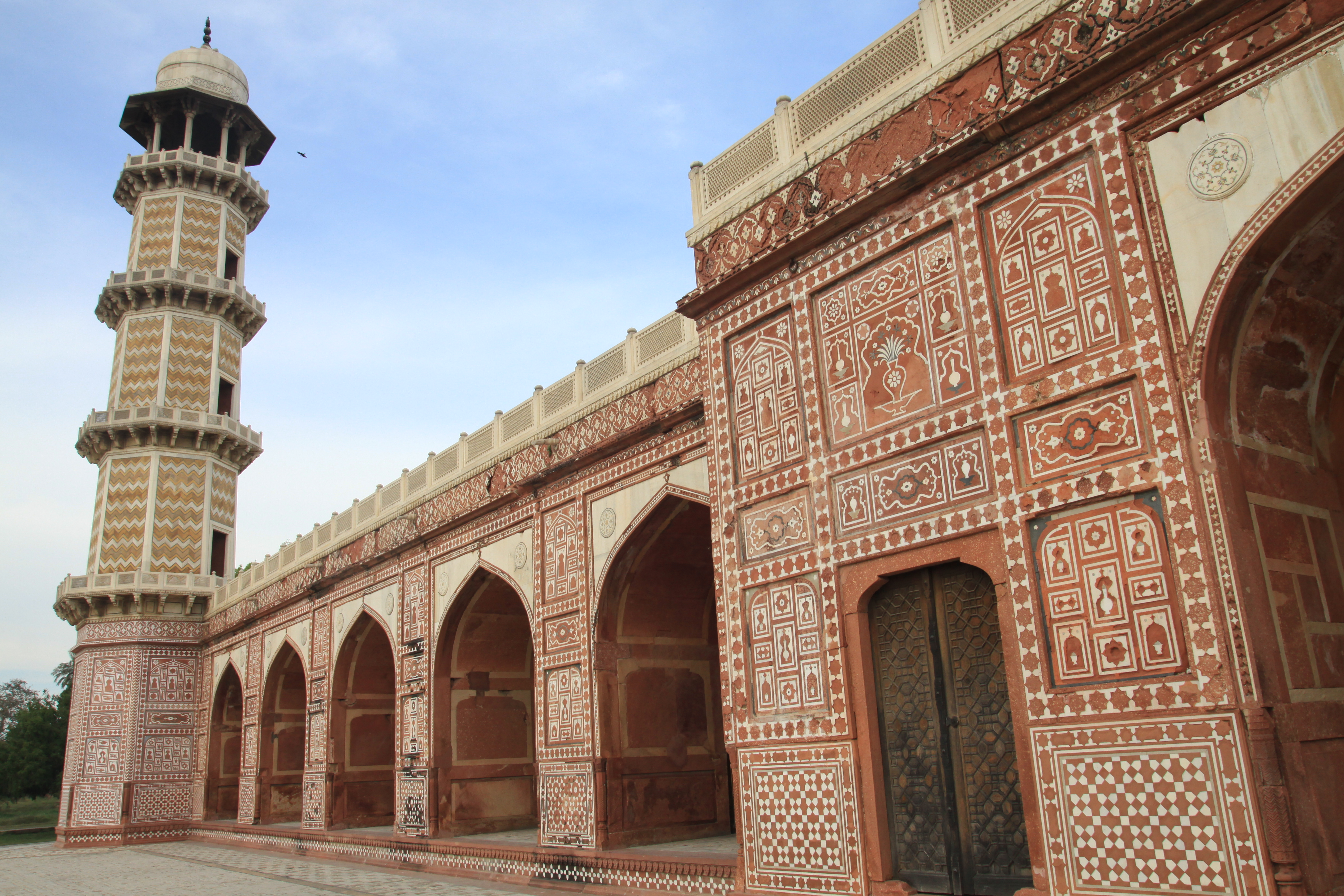
A view of the mausoleum's exterior embellishments and architectural features.
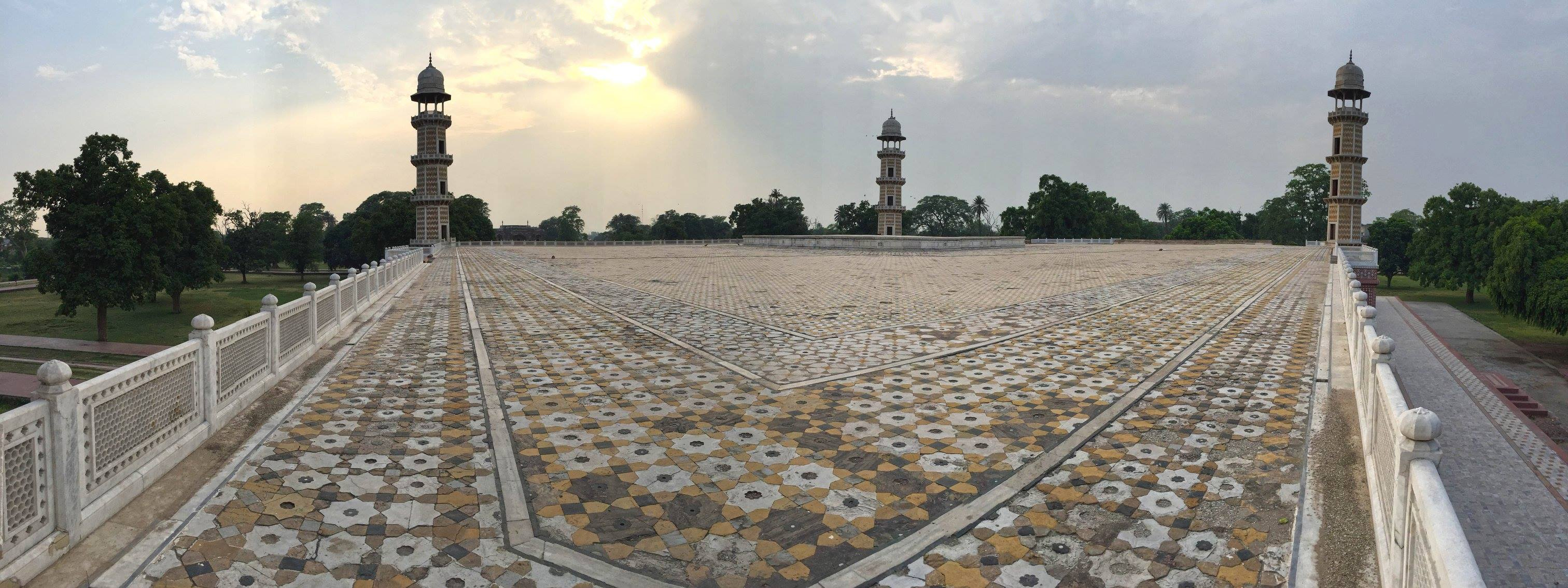
Even the mausoleum's roof is decorated with mosaic tile-work.
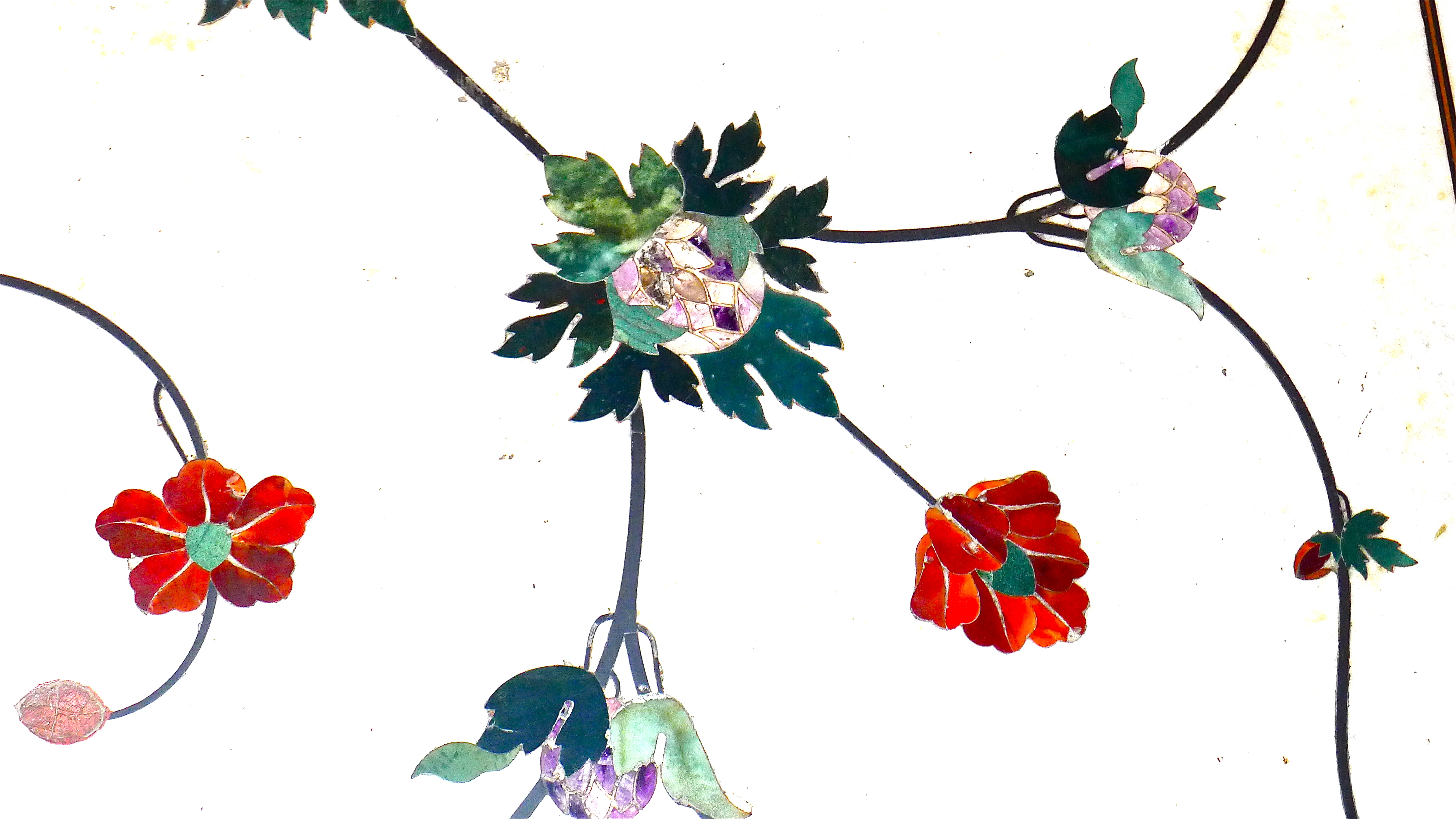
Close up view of the intricately inlaid marble on Jehangir's cenotaph
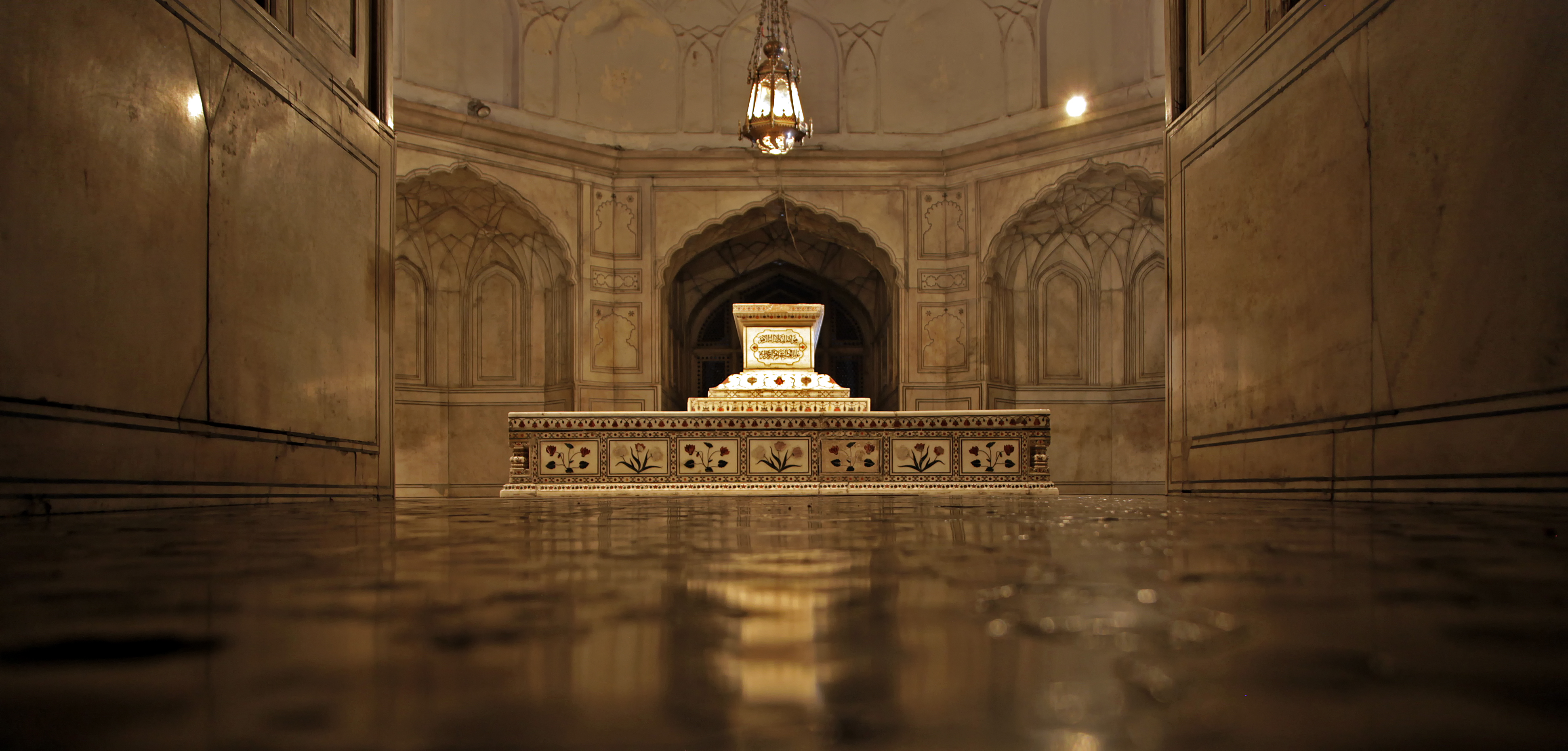
The cenotaph of the Emperor is located in the centre of the mausoleum.
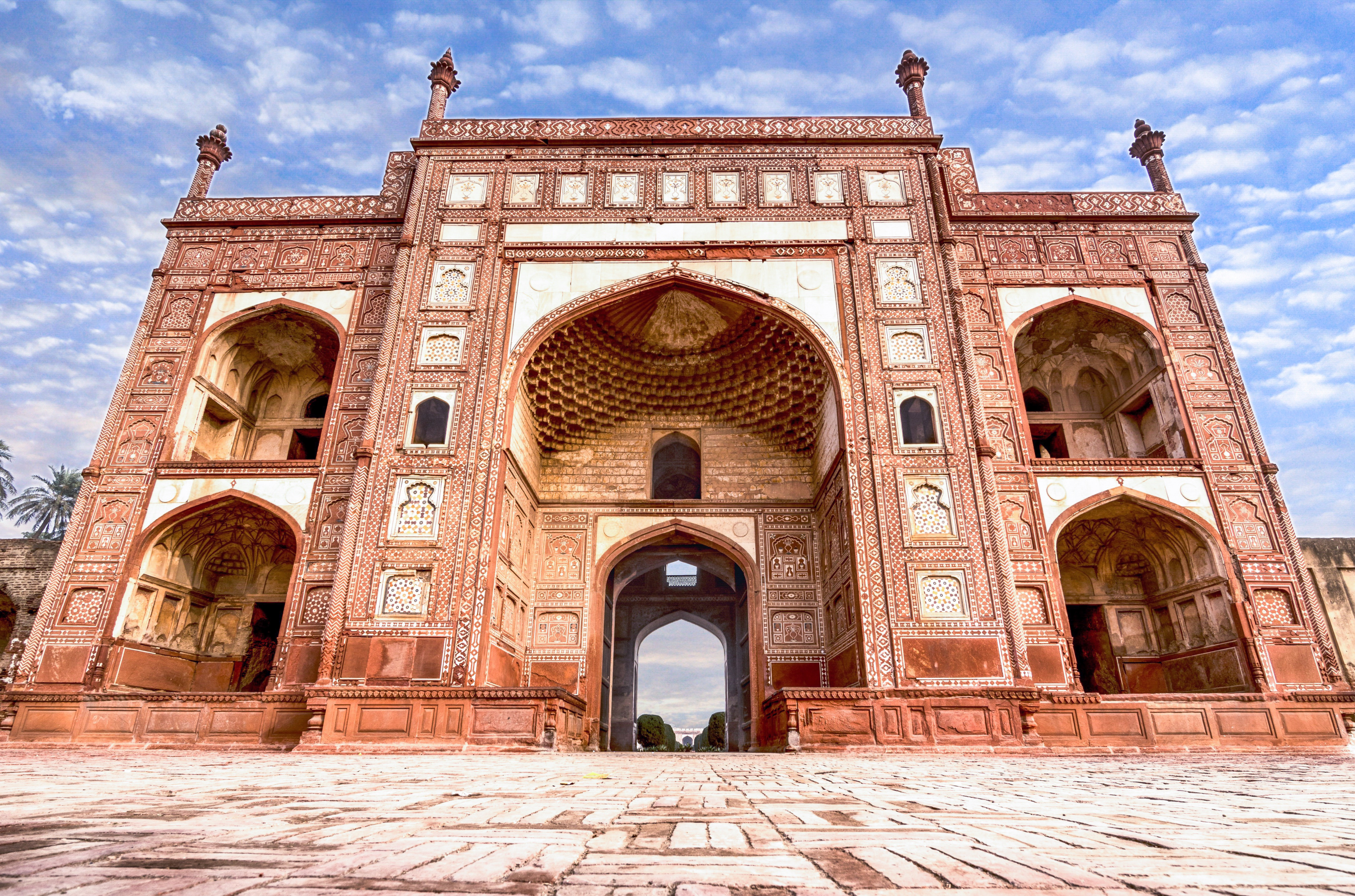
The outer perimeter of the complex features a large entry gate known as Bara Darwaza that leads to the اکبری سرای.
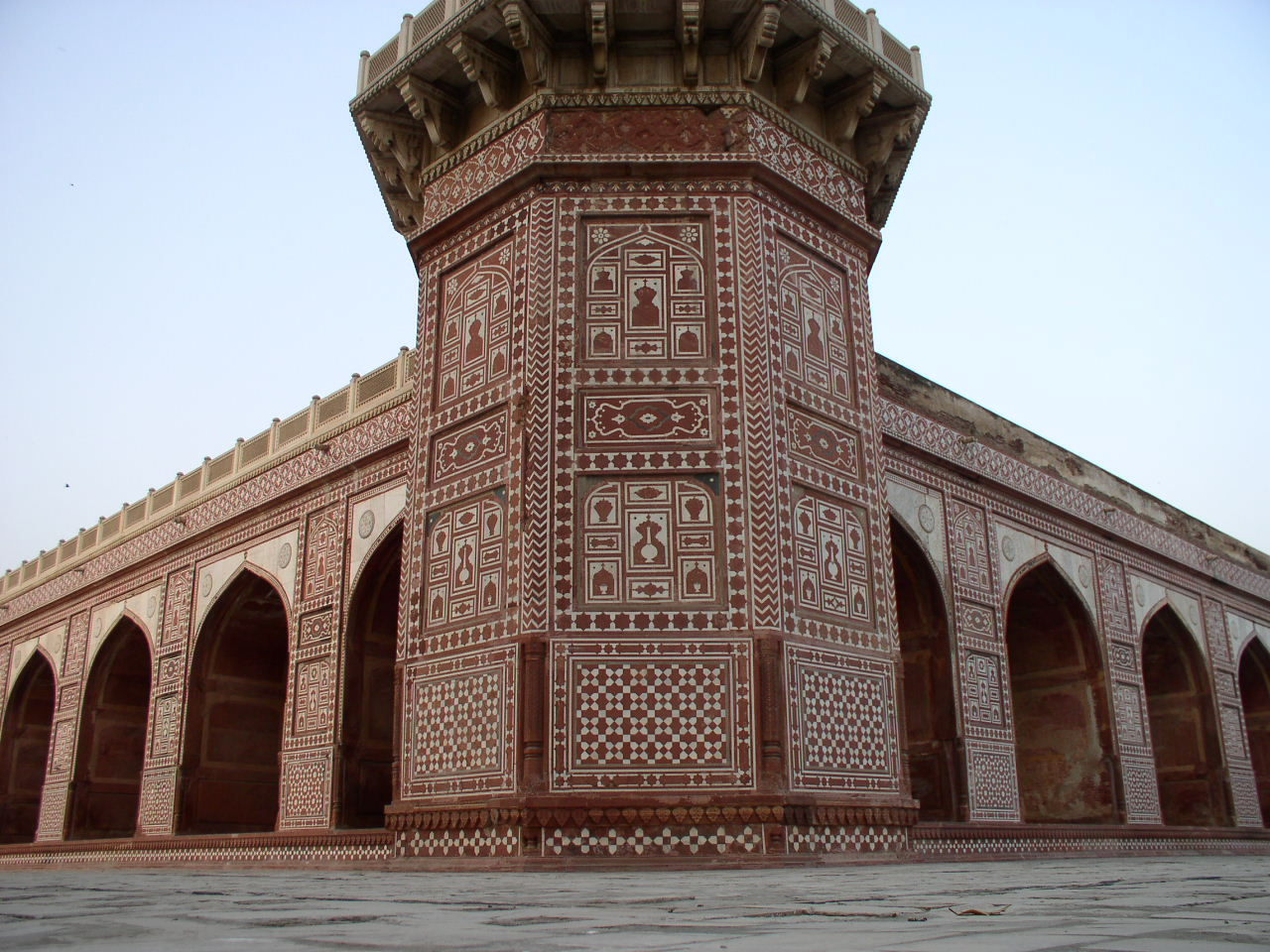
Bases of the minarets feature fine پرچین‌کاری detail.
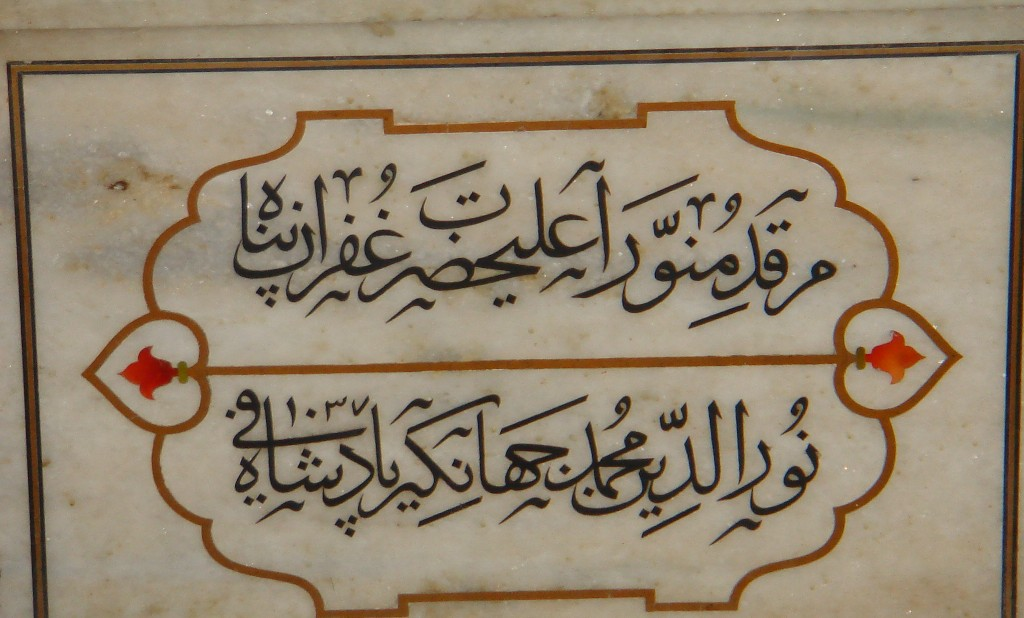
"Illumined Grave of His Majesty, Asylum of Pardon: Emperor Nur-ud-din Muhammad Jahangir, 1037 AH"
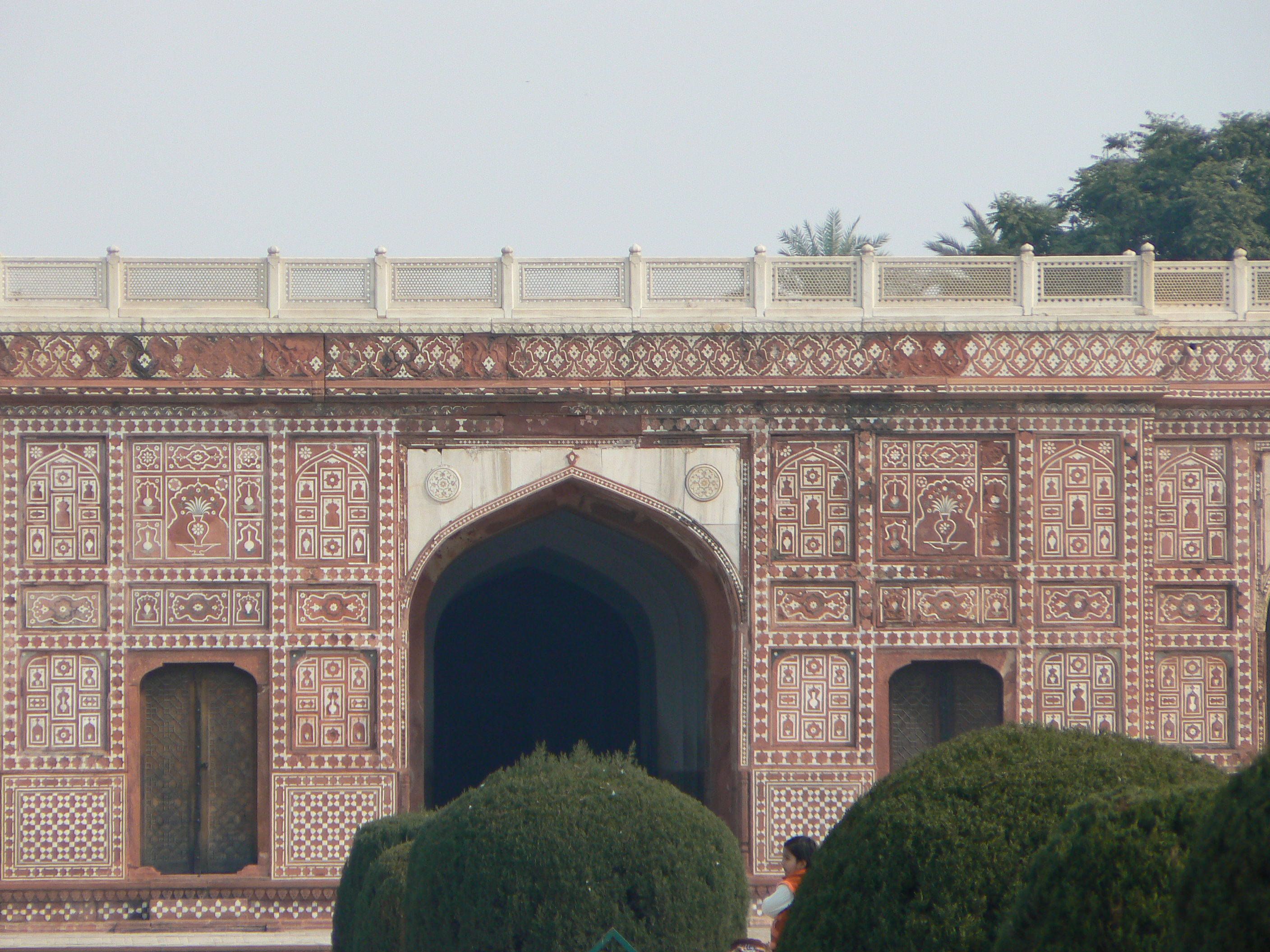
Walls surrounding the tomb
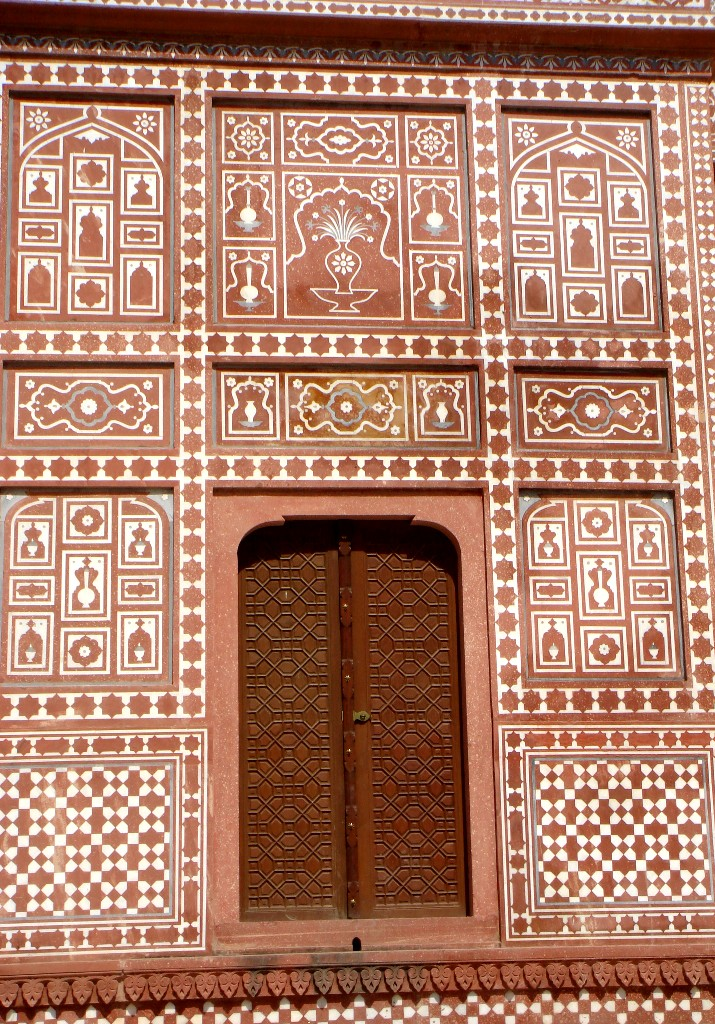
Pietra dura detail
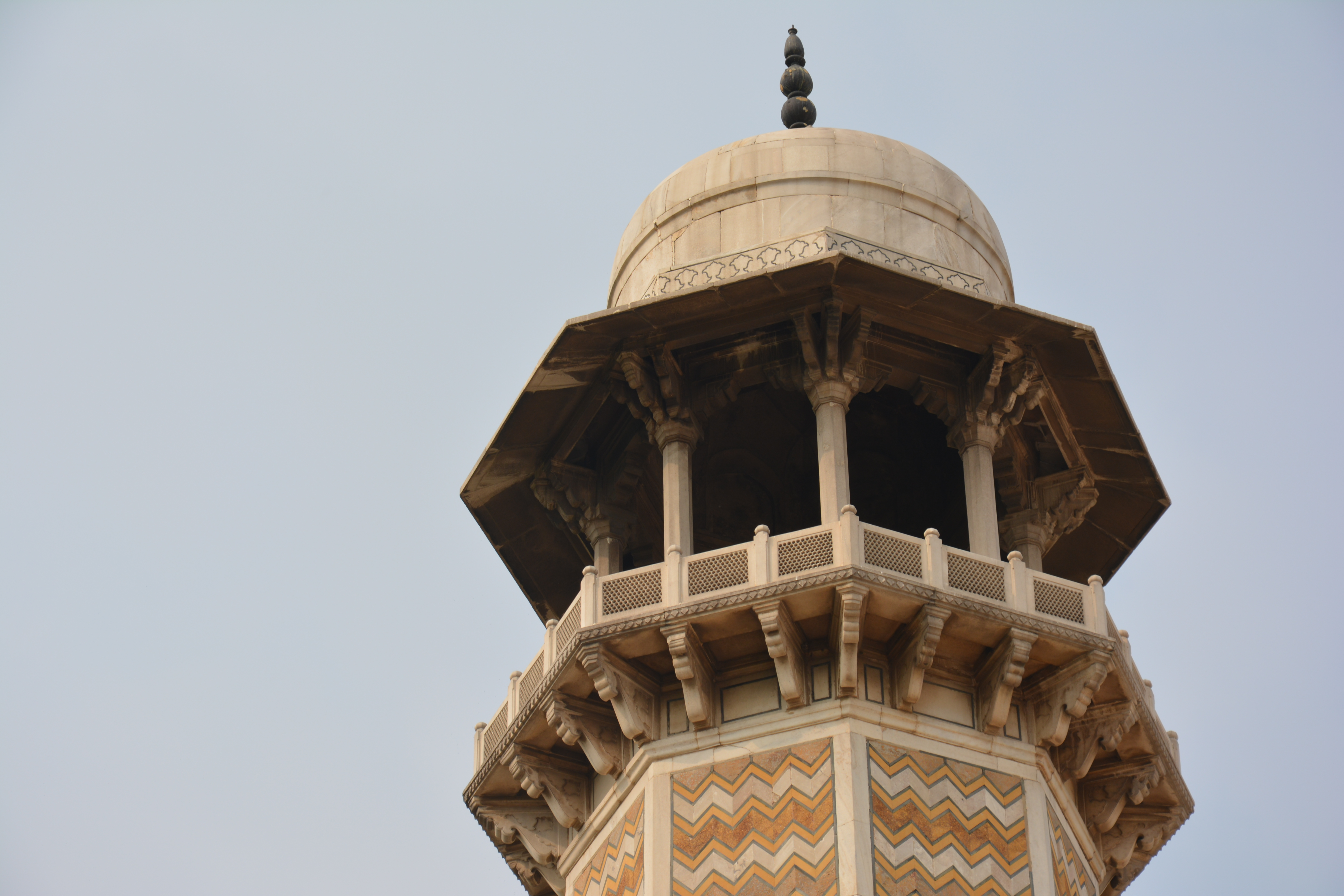
The minarets at the tomb are capped by white marble cupolas
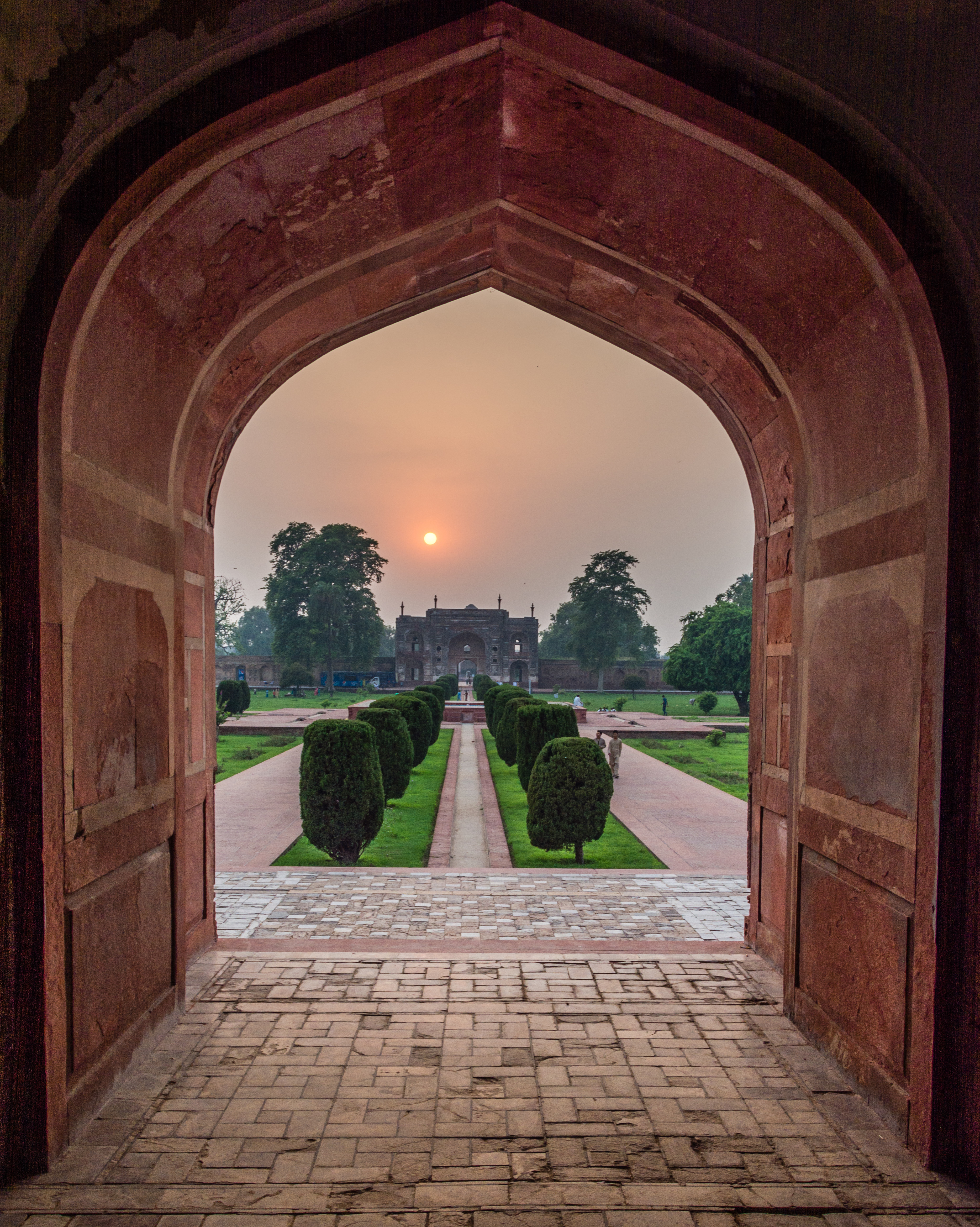
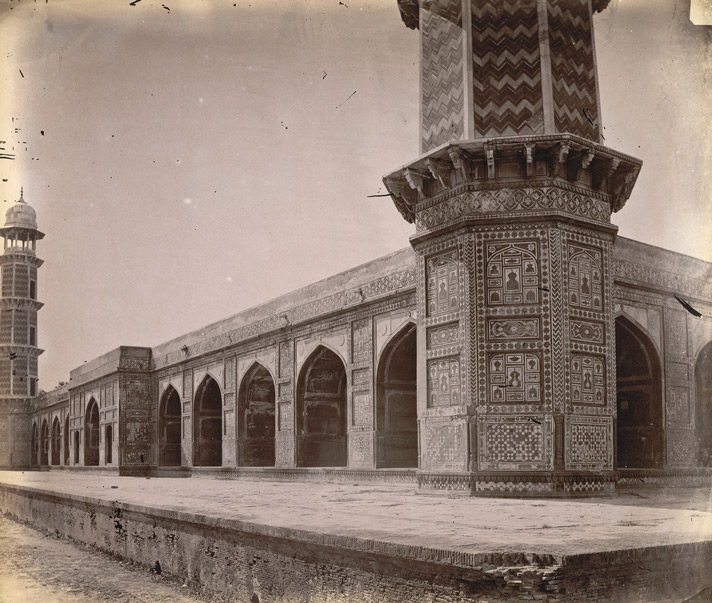
Façade of Jahangir's Tomb in 1880.
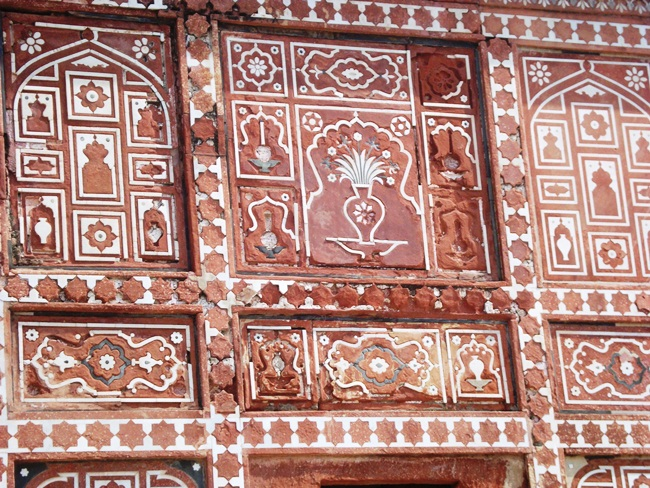
Close-up of pietra dura detail.
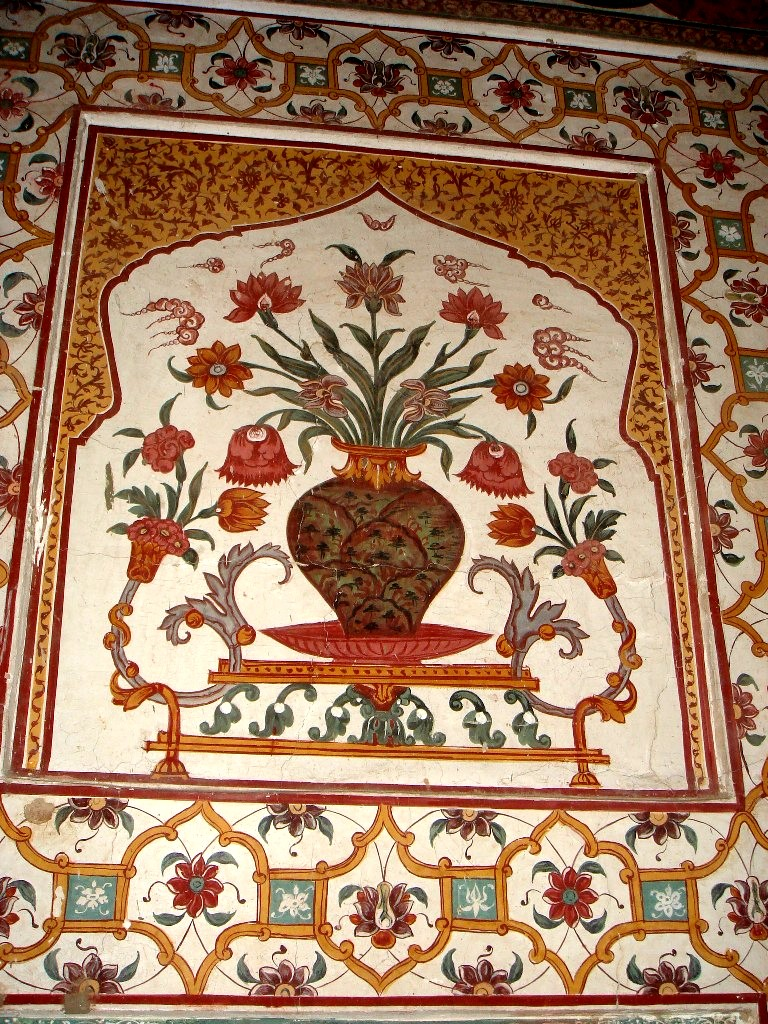
Fresco in vestibule of tomb chamber
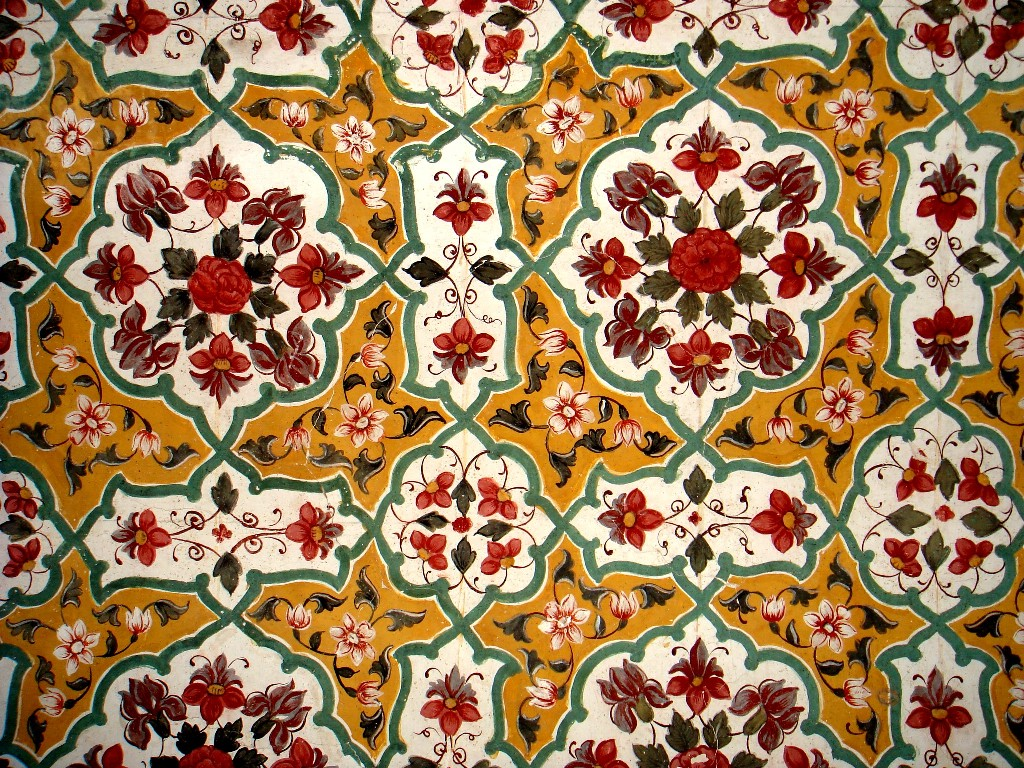
Fresco in vestibule of tomb chamber
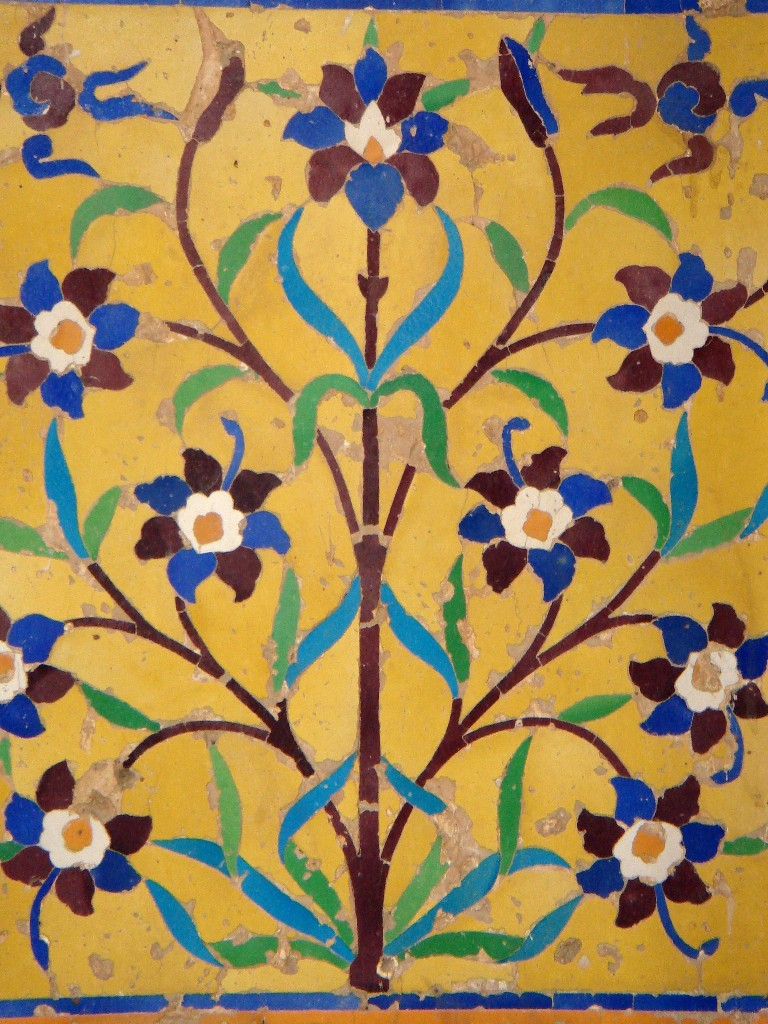
Glazed tile kashi inlay in mausoleum verandah